# 奥尔布
奥尔布（法語：Orbe）是瑞士联邦西部法语区的沃州下设的一个镇。在行政上属于沃州北汝拉区管辖。

## 地理
奥尔布的总面积为12.02平方公里。奥尔布河从境内穿过。

## 历史
奥尔布的历史可以追溯到古罗马时代，当时的居民是赫爾維蒂人。280年的文献写作“Urba”。镇北的博塞阿村（Boscéaz）发现了广大的罗马庄园遗迹，多副精美的马赛克地画至今尚存。
罗马帝国晚期，奥尔布逐渐衰落。中世纪时，奥尔布因为地处汝拉山至阿尔卑斯山和莱茵河到罗纳河这两条主要运输路线的交汇点而重新在奥尔布河两岸发展起来。在城内高地，建起俯瞰全城的奥尔布城堡。
勃艮第战争之后归瑞士统治。

## 人口
截至2010年底，总人口为6,242。
有历史记载以来的人口变化如下：

## 人物
- 勃艮第的阿德萊德

## 遗产
古罗马庄园遗迹和出图的马赛克画现在在原位保护并对外展出。
奥尔布的中世纪老城保存完好。建於11世纪的奥尔布城堡主体在勃艮第战争期间毁于瑞士邦联军队之手。此后剩余大部分建筑被拆除，仅存一座方形主塔和一座圆形塔楼。
高盧-羅馬庄园、城堡以及雙塔樓和廣場、聖母更正教堂和市政廳均已列入瑞士国家重要文化财产名录。

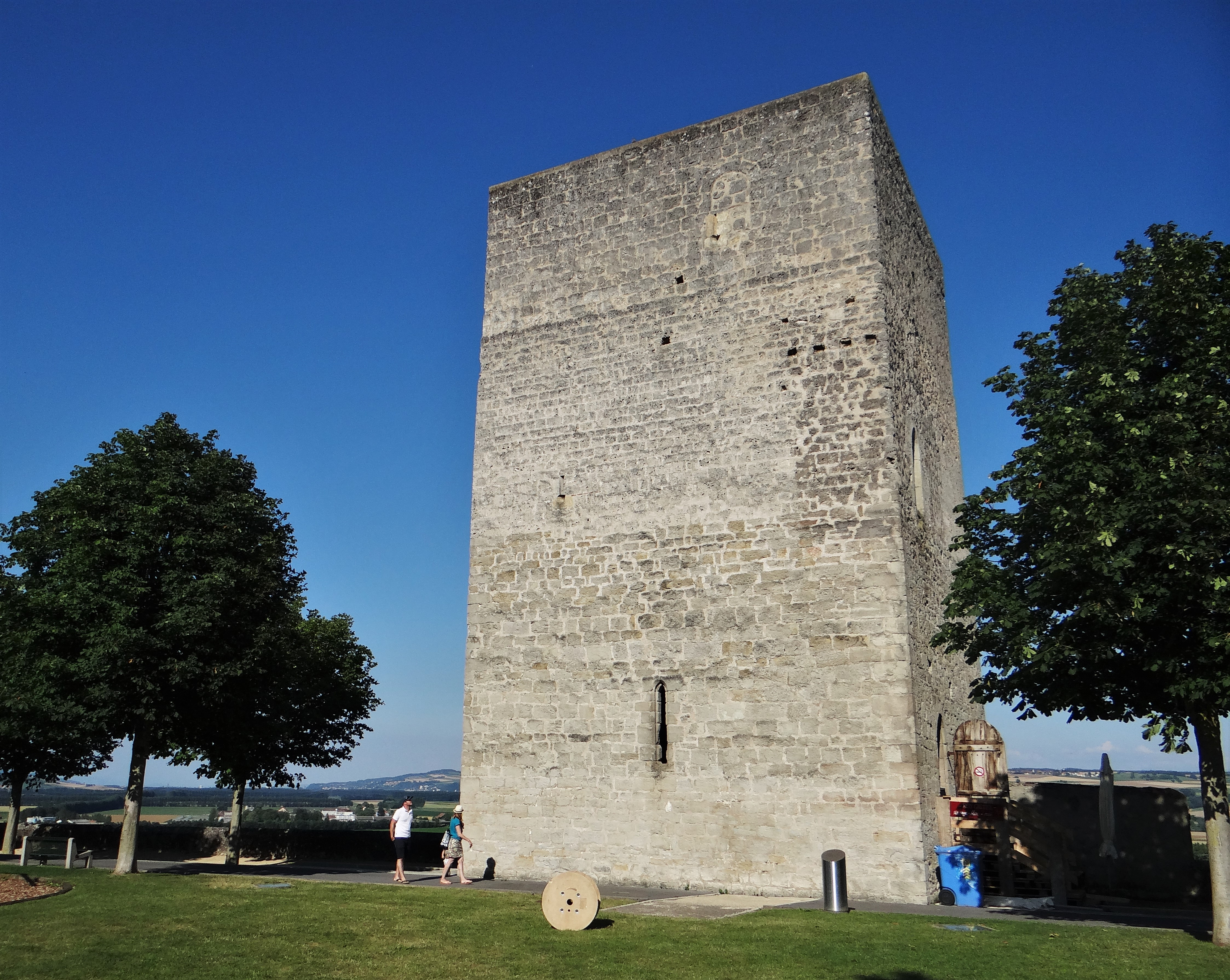
奥尔布城堡方塔
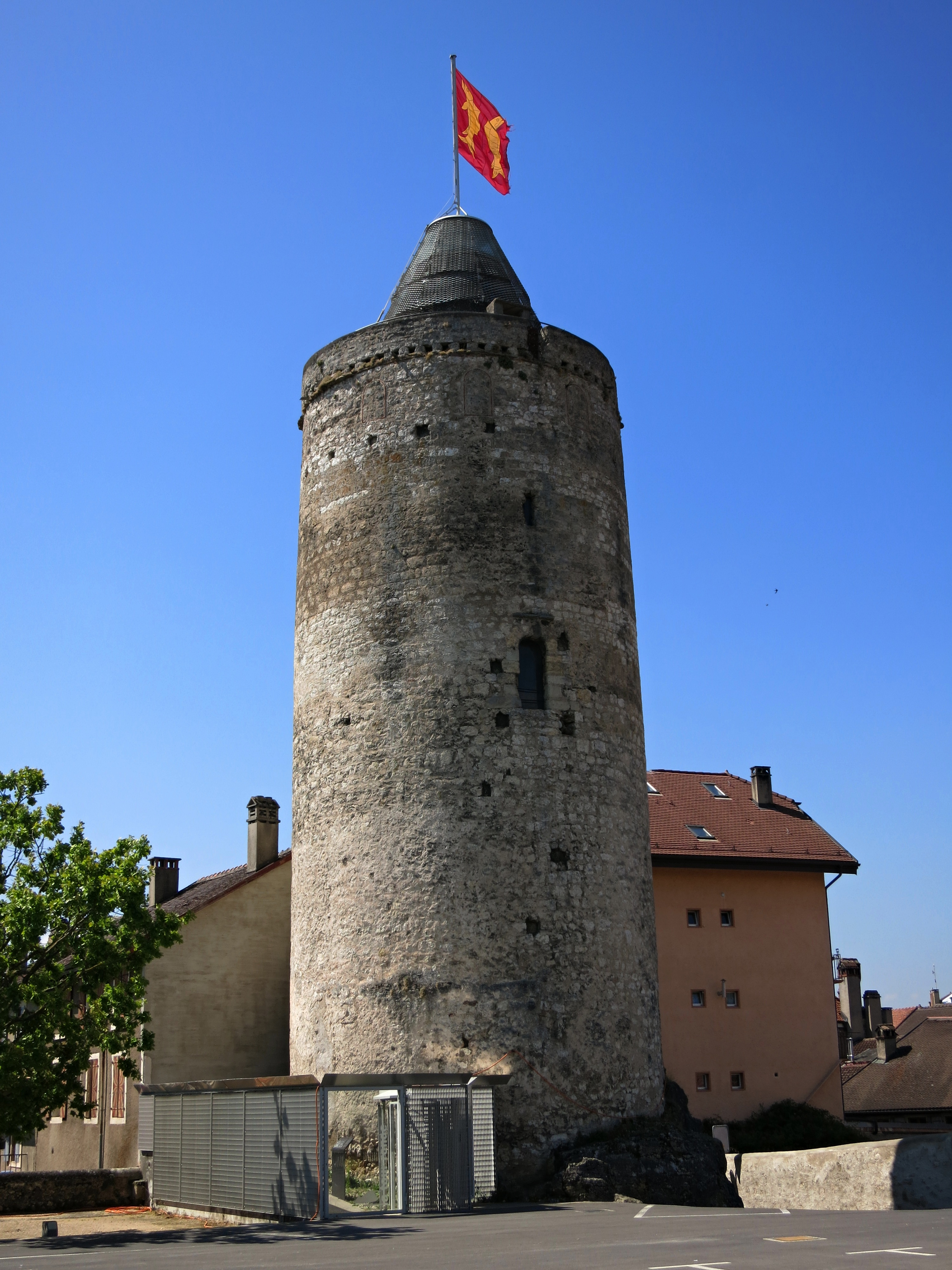
奥尔布城堡圆塔
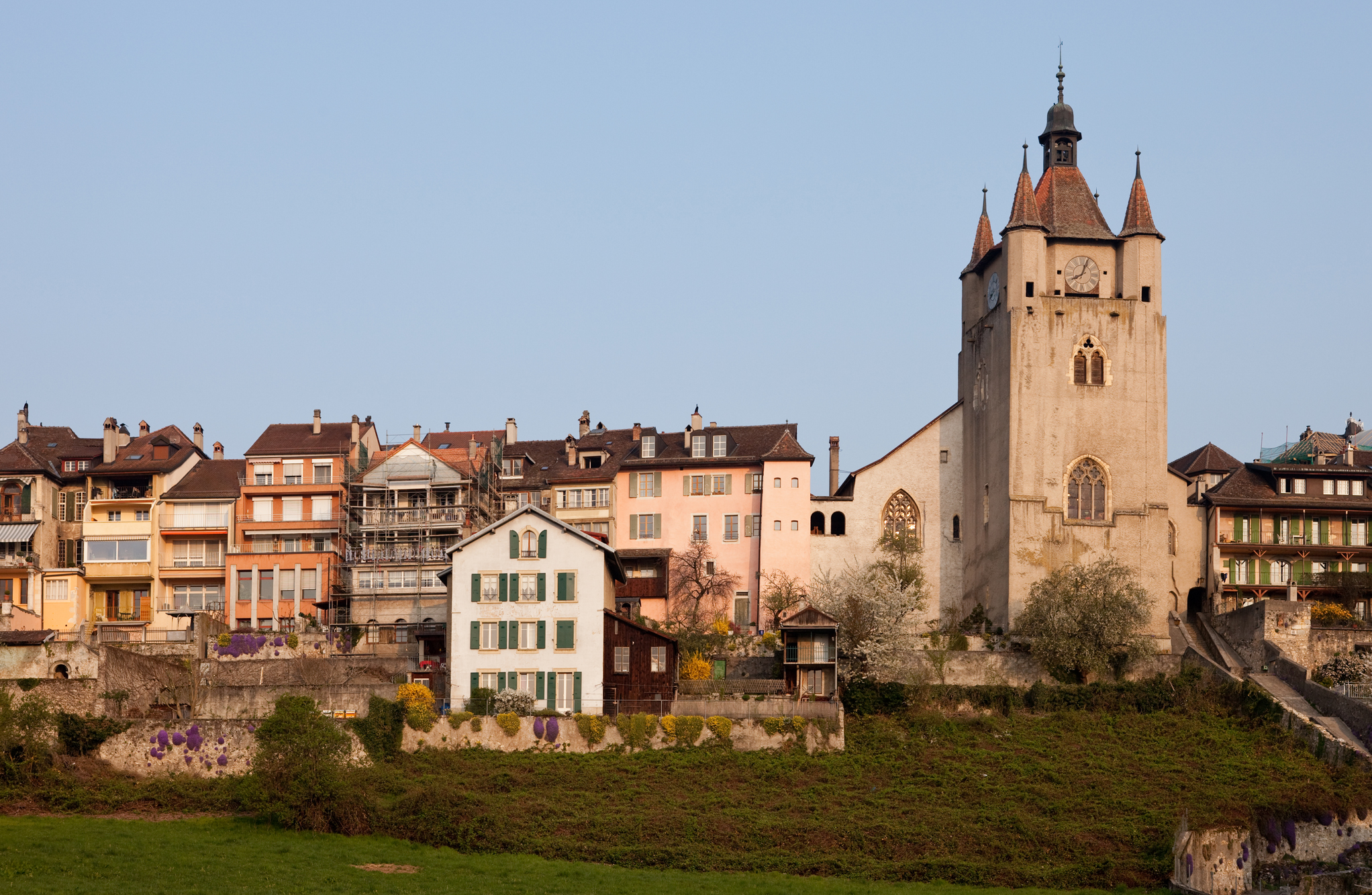
聖母更正教堂
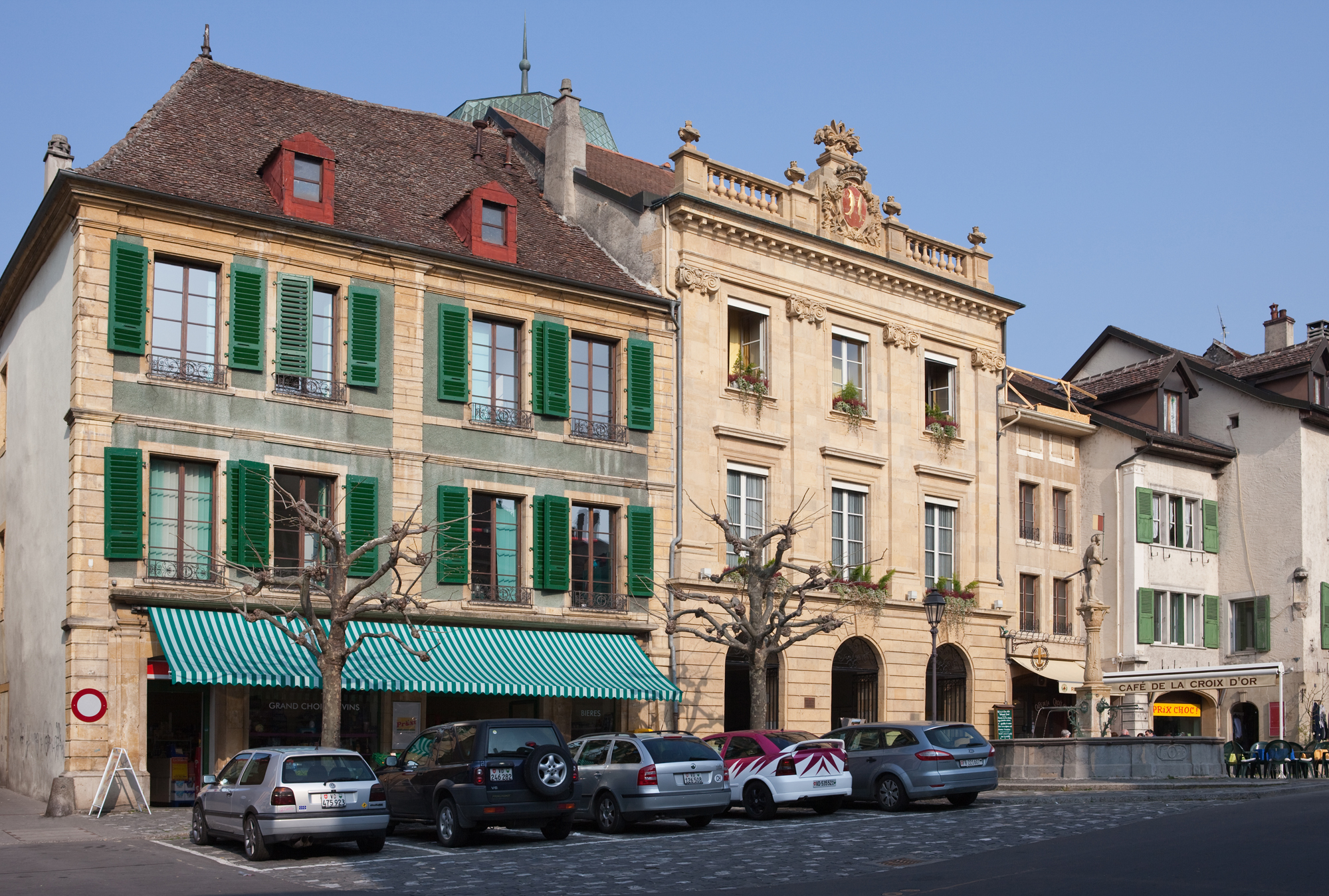
奥尔布市政厅
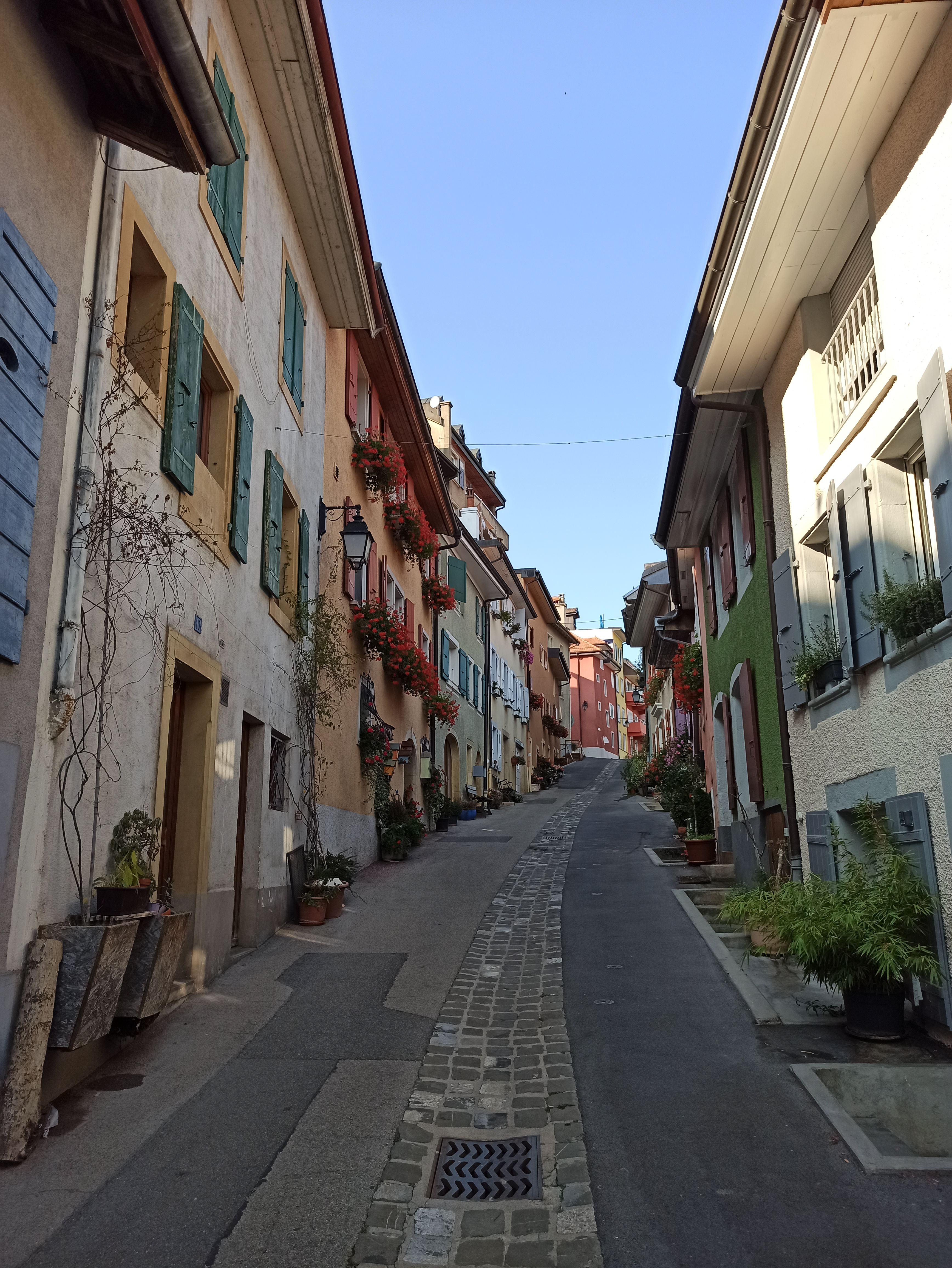
奥尔布老城街景